# Stephen Wilcox
Stephen Wilcox Jr. (Westerly, 12 febbraio 1830 – 27 novembre 1893) è stato un inventore e imprenditore statunitense meglio noto come co-inventore, assieme a George Herman Babcock, della caldaia a tubi d'acqua. Assieme fondarono la Babcock & Wilcox Company.

## Biografia
Sin da giovane si interessò alla meccanica e fu attratto dallo sviluppo dei recipienti a pressione. All'età di 26 anni mise a punto una prima caldaia a tubi d'acqua che risultò più sicura ed efficiente di quelle disponibili sul mercato in quell'epoca. Nel 1867, assieme al suo socio George Herman Babcock, brevettò una caldaia che costituì l'inizio dello sviluppo di un'azienda, la Babcock & Wilcox, che ancora oggi è fra le principali in campo mondiale nella costruzione di recipienti a pressione per la generazione di vapore.